# Macroscelides proboscideus
Macroscelides proboscideus é uma espécie de musaranho-elefante da família Macroscelididae. Pode ser encontrada na África do Sul, Namíbia e extremo sudoeste de Botsuana, onde habita regiões áridas de savanas e desertos. Duas subespécies eram reconhecidas, a nominal e a M. p. flavicaudatus; entretanto, um estudo de 2012 elevou a flavicaudatus à categoria de espécie distinta.